# حملة درنة (2014–16)
في أكتوبر 2014، قامت جماعات أعلنت عن نفسها بالدولة الإسلامية (داعش) بالسيطرة على عدد من المباني الحكومية، وسيارات الأمن والمعالم المحليّة في الساحل الشرقي الليبي بمدينة درنة. على الرغم من أن بعض وسائل الإعلام قد ذكرت أن للدولة الإسلامية السيطرة المطلقة بالمدينة، فإن جماعات متمردة أخرى مثل كتيبة شهداء أبو سليم التابعة لتنظيم القاعدة تواصل السيطرة على أجزاء من المدينة. اندلعت الاشتباكات ما بين الدولة الإسلامية وحلف آخر لجماعات إسلامية، الذي نجح في طرد غالبية قوات الدولة الإسلامية من درنة في 15 يونيو 2015، واضطر من تبقى منهم للخروج بحلول 30 يوليو 2015. مع ذلك، استمرت الاشتباكات ما بين الجماعات الجهادية والقوات الحكومية التابعة لمجلس النواب المتواجد في طبرق.

## خلفية
مدينة درنة أُعتبرت المدينة الأكثر محافظة إسلاميًا في ليبيا ولديها تاريخ طويل مع الإسلاميين الأصوليين. سنة 2007، القوات الأميركية في العراق كشفت عن قائمة بالقاتلين الأجانب في الجماعات المسلحة العراقية ومن بين 112 ليبي على القائمة، أتى 52 شخص من درنة. درنة ساهمت بالمزيد من المقاتلين الأجانب للقاعدة في العراق أكثر من أي مدينة أخرى في الشرق الأوسط، المدينة كانت مصدر رئيسي أيضًا للمقاتلين في الحرب الأهلية السورية والتمرد العراقي، بـ800 مقاتل من درنة انضمَ للدولة الإسلامية.

## أحداث

### سيطرة الدولة الإسلامية على درنة
في 5 أكتوبر 2014، الفصائل المسلحة المرتبطة بتنظيم الدولة الإسلامية إجتمعت مع بعضها البعض وقدمت المبايعة للتنظيم. بعد أداء البيعة، أكثر من 60 شاحنة محملة بمقاتلين طافت في المدينة بموكب إستعراضي. وقع الاجتماع الثاني الأكثر رسمية في 30 أكتوبر، حيث اجتمع المقاتلين لتقديم البيعة إلى أبو بكر البغدادي في ميدان المدينة الرئيسي، حيث تم تفجير قنبلة مصنوعة يدويًا.

### الضربات الجوية الليبية والهجوم المخطط
في 12 نوفمبر 2014، نفذ مقاتلي القوات الجوية الليبية غارات جوية في درنة، يرجح انتقاما لتفجير سيارات مفخخة في بنغازي، طبرق، ومطار الأبرق الدولي. ست مسلحين تابعين للدولة الإسلامية وجرح 20 وفقًا. وفقًا لهيومن رايتس ووتش، فإن بعض السكان قد فروا من المدينة في وقت مبكر من إعلان قوات الجيش الليبي الهجوم على درنة. أعطيت الأوامر للجيش الليبي بالهجوم البري على درنة في 6 ديسمبر 2014 وتحركات وحدات الجيش مسافة كيلوميترات قليلة داخل درنة، ليستعيدوا السيطرة على القرى وطرق رئيسية مؤدية للمدينة. منذ ديسمبر 2014، بدأت طائرات أميركية من دون طيار وطائرات مراقبة إلكترونية  بالقيام بـ«طلعات مستمرة» على درنة من القواعد الإيطالية. في 25 مارس 2015، أعلنت الحكومة الليبية المنبثقة عن مجلس النواب الليبي في طبرق عن أنها ستشن هجوم على مدينة درنة، لطرد عناصر الدولة الإسلامية والجماعات المسلحة من المدينة.

### الضربات الجوية العسكرية المصرية
في 15 فبراير 2015، أصدرت الدولة الإسلامية في ليبيا فيديو يصور قطع رأس  21 قبطي مصري. خلال ساعات، القوات الجوية المصرية ردت بغارات جويّة على مواقع تدريبية للدولة الإسلامية ومخازن أسلحة، قتل على إثرها 50 مقاتل في درنة. طائرات تتبع أوامر الحكومة الليبية «الرسمية» هي الأخرى ضربت أهدافًا في درنة، قيل أنها بالتنسيق مع الضربات الجوية المصرية. وقال مسؤولٌ ليبي أن المزيد من الضربة ستتبعها ضربات أخرى بالتنسيق بين الدولتين.

### معركة درنة 2015
في 25 مارس 2015، الجيش الليبي طوقَّ مدينة درنة، إستعدادًا لهجوم وشيك على المدينة.
في مايو 2015، ظهرت تقارير تفيد بأن عملية الكرامة كانت تخطط لحملة للسيطرة على المدينة من الإسلاميين. مع ذلك، توقفت العملية، بسبب توترات ما بين قادة الكرامة وقبائل موالية. هاجمت الحكومة القابعة في طبرق سفينة شحن تركية في 15 مايو 2015، حيث إدعت الحكومة أن السفينة كانت تتجه إلى درنة بحمولة أسلحة للدولة الإسلامية كما زعمت أن السفينة كانت قد رفضت تغيير مسارها رغم تحذيرها مسبقًا.
مجلس شورى مجاهدي درنة، المنظمة التي تعمل كمظلة للفصائل الإسلامية في درنة المعاديةللدولة الإسلامية، شنت هجومًا على التنظيم في يونيو 2015، بعد تورطها في قتل إثنين من قادة المجلس. بعد أيام من المواجهات، ذكرت تقارير أن المجلس قد تمكن من طرد قوات الدولة الإسلامية من أجزاء كبيرة من المدينة. في 15 يونيو 2015، طردت الدولة الإسلامية إلى حد كبير من درنة من قبل كتيبة شهداء أبو سليم، لكن الاشتباكات تواصلت ما بين الجماعات الجهادية وقوات الحكومة المعترف بها دوليًا. في نفس اليوم، تمكنت قوات الحكومة من السيطرة على الضاحية الغربية من درنة، فضلاً على الطرق المؤدية إليها. في 20 يونيو 2015، العشرات من مقاتلي الدولة الإسلامية قتلوا في منطقة الفتائح شرقي درنة، في معارك ما بين مقاتلي الدولة الإسلامية في ومجلس شورى درنة. ذكر حينها أن منطقة الفتائح هي آخر منطقة من درنة لازلت تحتلها الدولة الإسلامية. مستفيدًا من انهيار الدولة الإسلامية بدرنة، مجلس شورى مجاهدي درنة بدأ بفرض قواعده في المدينة وبدأت قوات الجيش الليبي تستعد للمضي قدمًا للمدينة. في 30 يوليو 2015، طرد مسلحي الدولة الإسلامية بالكامل من درنة.